# Fontaine de Neptune (Florence)
Pour les articles homonymes, voir Fontaine de Neptune.
La fontaine de Neptune de Florence (Fontana del Nettuno), appelée aussi Il Biancone se trouve sur la Piazza della Signoria, juste à côté du Palazzo Vecchio.

## Historique
Œuvre de Bartolomeo Ammannati (1563-1565) et de quelques-uns de ses élèves, parmi lesquels Il Giambologna, la fontaine fut construite pour le mariage de François Ier de Médicis et de la grande-duchesse Jeanne d'Autriche en 1565. Au tout départ, la commande avait été faite à Baccio Bandinelli qui en dessina le plan mais mourut avant le tout début de réalisation.
Le personnage de Neptune, en marbre blanc de Carrare, a les traits de Cosme Ier de Médicis et fait référence à la puissance maritime de Florence. Il repose sur un piédestal décoré par les statues de Scylla et de Charybde au centre d’une vasque octogonale.
On raconte que les Florentins qui vinrent en nombre, nuitamment, pour découvrir la statue, firent plus de cas de sa blancheur que de sa beauté, d’où le nom Biancone, et qu’ils lancèrent la pique : « Ammannato, Ammannato, combien de marbre as-tu gâché ! ». Même si la statue n’était pas particulièrement appréciée, les travaux se sont poursuivis durant une dizaine d’années, les meilleurs sculpteurs de la ville apportant leur aide pour le pourtour de la vasque. On y perçoit l’influence du maniérisme avec les chevaux marins, les satyres en train de danser et les divinités fluviales. L’ensemble reste harmonieux et cohérent et constitue un exemple pour les œuvres ultérieures.
La fontaine a subi de nombreux dommages au cours des siècles : elle a été utilisée comme lavoir au XVIe siècle, elle fut vandalisée le 25 janvier 1580, un satyre fut volé au cours du carnaval de 1830 et elle fut bombardée par les Bourbons en 1848. Le 4 août 2005, la main droite du Biancone ainsi que son trident furent endommagés, à la suite d'une tentative d’escalade au cours de la nuit (restauration au printemps 2006).
Derrière la fontaine, sur le mur du Palazzo Vecchio, se trouve une inscription rappelant comment les Otto di Balia e di Guardia (les ancêtres de la police municipale des XVIe et XVIIe siècles) interdisaient de rincer le linge dans la fontaine ou d’y faire d’autres saletés, sous peine d’une forte amende ou, pour ceux qui ne pouvaient payer, du supplice de la corde particulièrement craint (le corps est soulevé par une corde liée aux mains croisées derrière le dos, ceci ayant des répercussions sur l’usage des bras et des épaules).

## Sources
- (it) Cet article est partiellement ou en totalité issu de l’article de Wikipédia en italien intitulé « Fontana del Nettuno (Firenze) » (voir la liste des auteurs).